# Oligopson
Oligopson je v ekonomii stav, kdy existuje pouze malý počet subjektů na straně poptávky a zpravidla více subjektů na straně nabídky. Je to jedna z forem nedokonalé konkurence, souměrná s oligopolem (malý počet subjektů na straně nabídky). Subjekty tvořící oligopson mají určitou tržní sílu, takže mohou ovlivňovat ceny statků.
Možné příklady odvětví:
- trh práce (pracovnící v IT a velké technologické firmy)
- tabákové výrobky (malý počet velkých tabákových společností nakupujících tabák od mnoha pěstitelů)
- mléčné výrobky (malý počet mlékáren nakupujících mléko od mnoha farmářů)